# دی‌ان‌بی آسا

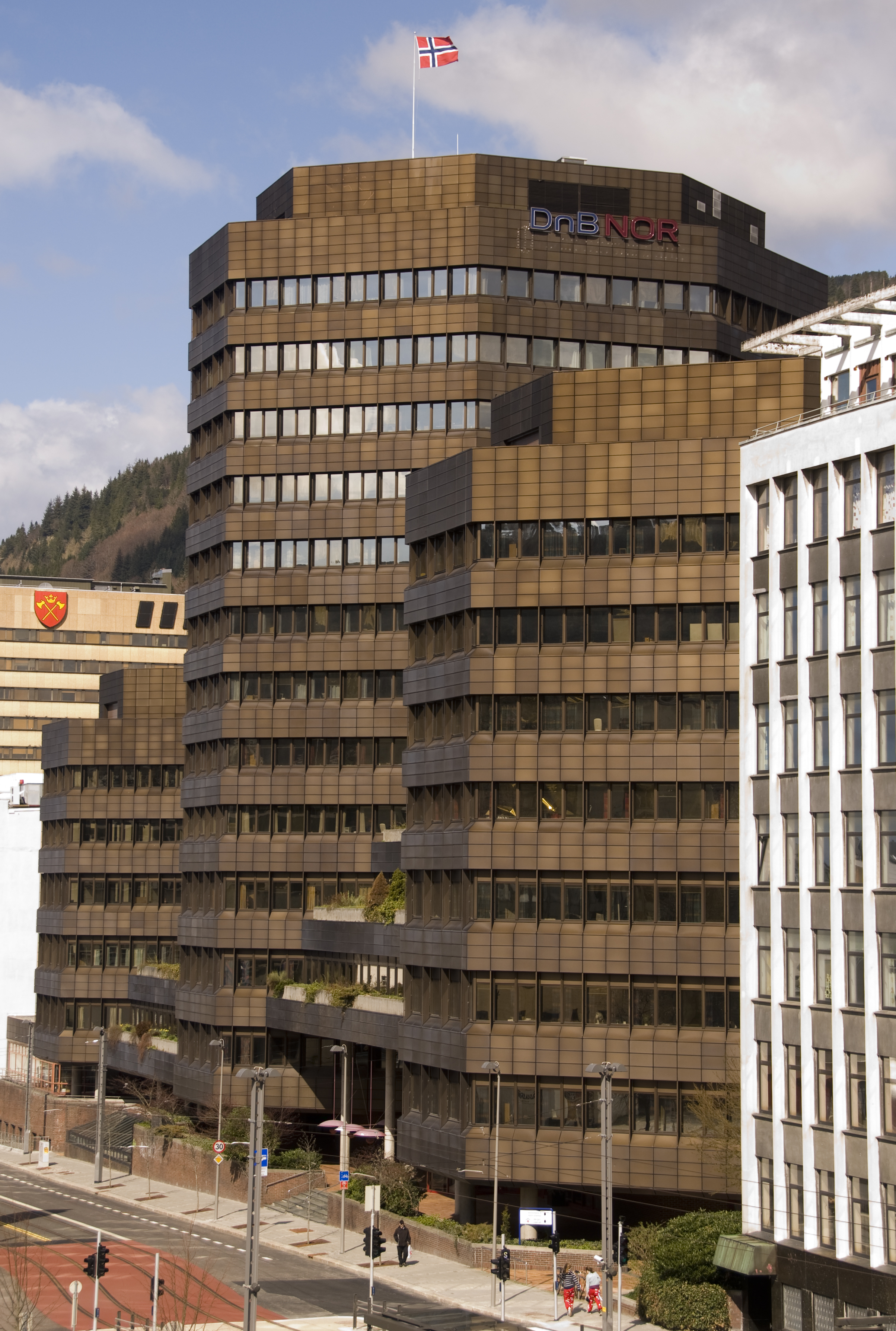
ساختمان اداری دی‌ان‌بی در شهر برگن، نروژ

دی‌ان‌بی آسا (به نروژی: DNB ASA) شرکت خدمات مالی و بانکداری نروژی است، که با دارایی بیش از ۲ تریلیون کرون نروژ (معادل ۳۴ میلیارد دلار) به‌عنوان بزرگترین شرکت خدمات مالی نروژ شناخته می‌شود. 
شعبه مرکزی این بانک در شهر اسلو قرار دارد. شرکت دی‌ان‌بی در زمینه ارائه خدمات بیمه و بانکداری فعالیت می‌کند.